# 拉布埃克西耶尔
拉布埃克西耶尔（法語：La Bouëxière，法語發音：[la bwɛksjɛʁ] 或 [la bwɛsjɛʁ]），又译拉布埃克谢尔，是法国伊勒-维莱讷省的一个市镇，位于该省中部偏东，属于雷恩区。

## 地理
拉布埃克西耶尔（48°11'2"N, 1°26'17"W）面积49.68 平方千米，位于法国布列塔尼大區伊勒-维莱讷省，该省份为法国西北部沿海省份，位于布列塔尼半岛东部，北濒大西洋，西接阿摩尔滨海省和莫尔比昂省，南至大西洋卢瓦尔省，西南端接曼恩-卢瓦尔省，东临马耶讷省，东北与芒什省接壤。
与拉布埃克西耶尔接壤的市镇（或旧市镇、城区）包括：利夫雷、沙托布尔、阿西涅、杜尔丹、马尔皮雷、维莱讷河畔塞尔翁、瓦勒迪泽。

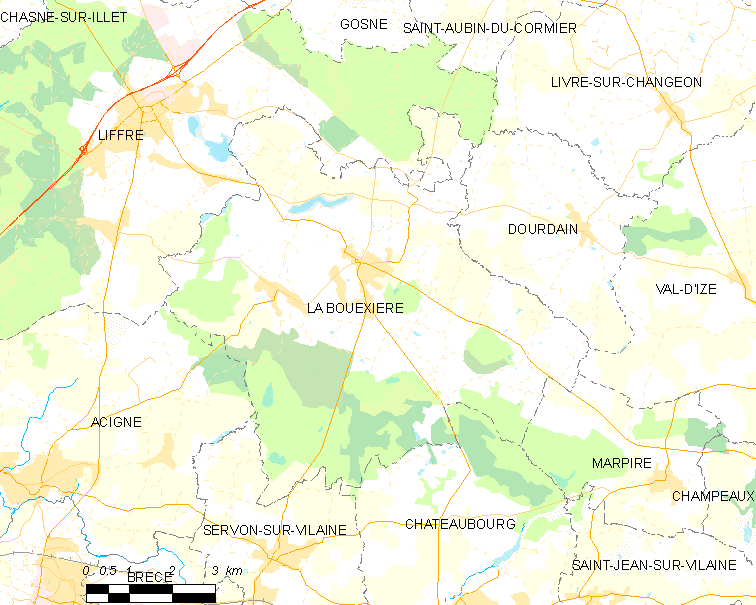
拉布埃克西耶尔的OSM定位图

拉布埃克西耶尔的时区为UTC+01:00、UTC+02:00（夏令时）。

## 行政
拉布埃克西耶尔的邮政编码为35340，INSEE市镇编码为35031。

## 政治
拉布埃克西耶尔所属的省级选区为利夫雷县。

## 人口

1962-2008年间拉布埃克西耶尔人口变化图示

拉布埃克西耶尔于2022年1月1日时的人口数量为4602人。